# Скарб нації: Книга таємниць
«Ска́рб на́ції: Кни́га таємни́ць» (англ. National Treasure: Book of Secrets) — американський пригодницький бойовик 2007 року режисера Джона Туртелтауба, зфільмований компанією Walt Disney Pictures. У головних ролях: Ніколас Кейдж, Діане Крюгер, Джастін Барта, Джон Войт, Гелен Міррен та Ед Гарріс. Продовження фільму «Скарб нації», що вийшов в 2004 році. Передпрем'єрний показ стрічки відбувся 13 грудня 2007 року в Нью-Йорку, а світова прем'єра — 21 грудня 2007 року.

## Синопсис
Через кілька днів після закінчення громадянської війни Джон Вілкс Бут разом зі своїм супутником приходять в бар і запитують Томаса Гейтса (прапрадіда Бена Гейтса). Вони приносять із собою записну книжку, що містить зашифроване послання, і просять Томаса, відомого фахівця з рішенням всякого роду головоломок, розшифрувати його. Томас визначає, що в повідомленні використаний шифр Плейфера, і починає розгадувати його. Поки він виконує цю роботу, Бут вбиває президента Лінкольна. Томас Гейтс закінчує розгадку послання, але раптово виявляє, що супутник Бута є прихильником Конфедерації і, якщо він знайде скарб, то Конфедерація зможе продовжити війну. Тому Томас, почавши було перекладати текст, вириває сторінку з записної книжки і кидає її у вогонь. Людина Бута стріляє в Гейтса, і намагається витягнути сторінку, але йому вдається дістати лише напівобгорілу частину. Важко поранений Гейтс, бачачи ці спроби, говорить йому «Війна закінчена», але той заперечує: «Ви помиляєтеся, війна тільки почалася!». Посланець Конфедерації йде, пошкодувавши і залишивши в живих маленького сина Томаса. Перед смертю батько встигає сказати йому тільки одну фразу: «Данина, яку всі платять».
Через багато років Бенджамін Гейтс, виступаючи на конференції, присвяченій героям громадянської війни, розповідає цю історію про свого прапрадіда, коли несподівано з'являється торговець антикваріатом Мітч Уїлкінсон і показує вцілілу частину обгорілої сторінки з щоденника Джона Вілкса, на якій написано ім'я Томаса Гейтса, і стверджує, що цей напис — незаперечне свідчення участі Томаса Гейтса у вбивстві Лінкольна. Ця заява не дає спокою Бену Гейтсу, і він починає шукати матеріали, які дозволили б очистити репутацію його прапрадіда.
Використовуючи спектральний аналіз, Бен визначає, що на зворотному боці тієї самої сторінки, яка нібито доводить участь Томаса Гейтса у вбивстві, знаходиться шифр, який вказує на Едуарда Лабуле, автора ідеї статуї Свободи. Він приїжджає в Париж, де на французькій статуї свободи знаходить наступний ключ, що посилається на два столи резолютив. Бен прямує до Букінгемського палацу в пошуках одного з двох столів. За допомогою свого друга Райлі Пула і колишньої подруги, Абігейл Чейз, з якою він тепер знаходиться в натягнутих відносинах, йому вдається проникнути в королівський офіс і знайти в столі древню табличку ацтеків. Про цю знахідку стає відомо Вілкінсону, який, проникнувши в будинок батька Бена, клонував його телефон, і тепер знає про кожен крок Бена. Вілкінсон отримує табличку, але Бен встигає сфотографувати її за допомогою поліцейської фотокамери на дорожньому перехресті.
Патрік Гейтс отримує фотографію таблички і вирушає до своєї колишньої дружини, яка є професором Мерілендського університету і великим фахівцем у сфері ольмецької писемності, і просить її допомогти розібратися в загадкових символах на табличці. Вона розшифровує напис, але повідомляє, що це лише частина тексту і повинна бути друга половина. Тут Бен згадує, що столів було два, і з'ясовує, що другий стіл знаходиться в Овальному кабінеті Білого дому. За допомогою нового хлопця Абігейл, який працює в Білому домі, Бен і Абігейл оглядають стіл, але виявляють, що другої таблички там немає, але зате є знак президентської печатки. Райлі, який випустив книгу про тамплієрів і історії їх з Беном пошуків скарбів, зауважує, що йому знайома ця печатка і вона пов'язана з Книгою Таємниць. Книга Таємниць пишеться президентами і для президентів, в ній знаходиться інформація про найбільші таємниці Америки, і доступ до неї може отримати тільки президент.
Щоб дізнатися, де розташована книга, Бен проникає на день народження президента в Маунт-Вернон і показує президентові таємний хід під будинком, про існування якого той нічого не знав, а натомість просить розповісти йому про книгу. Президент повідомляє, що книгу слід шукати в Бібліотеці Конгресу, і просить Бена звернути увагу на сторінку 47. Бен знаходить фотографію другої таблички в книзі і дізнається, що вона була знайдена президентом Куліджем в 1924 році і що меморіал гори Рашмор був побудований для того, щоб приховати скарб.
Бен, Райлі, Абігейл, і Патрік разом з Мітчем (який взяв у заручники матір Бена) відправляються до гори. Мітч одержимий ідеєю стати людиною, яка знайшла легендарне золоте місто Сібола, побудоване індіанцями в доколумбові часи. Бен знаходить це підземне місто, але через стародавні захисні системи, що почали затоплення місцевості, йому доводиться покинути це місце. Шукачам скарбів вдається вийти з пастки, але лише ціною життя Мітча. Він залишився, щоб стримати натиск води і врятувати інших. Мітч бере з Бена обіцянку занести його в список першовідкривачів, а також встигає повідомити, що висловлював звинувачення проти сім'ї Гейтса тільки для того, щоб надихнути Бена на пошуки скарбів.
Бен зустрічається з президентом (точніше, його приводять співробітники ФБР, оскільки Гейтс якийсь час утримував президента, що є підставою для звинувачення у викраданні), і вони знаходять спільну мову. У висновку президент запитує думку Бена про сторінку 47 книги таємниць, на що той відповідає «Це здійсненно».

## У ролях
- Ніколас Кейдж — Бенджамін Франклін Гейтс
- Діане Крюгер — Ебігейл Чейз
- Джастін Барта — Райлі Пул
- Джон Войт — Патрік Гейтс
- Гелен Міррен — Емілі Епплтон Гейтс
- Ед Гарріс — Мітч Уілкінсон (Вілкінсон)
- Гарві Кейтель — агент ФБР Пітер Седаскі
- Брюс Грінвуд — президент США
- Джоель Гретч — Томас Гейтс
- Біллі Анґер — Чарльз Гейтс
- Ренді Тревіс — камео

## Український дубляж
Фільм дубльовано за сприянням компанії «Невафільм» на замовлення «Disney Character Voices International» у 2007 році.
- Режисер дубляжу — Іван Марченко
- Переклад синхронного тексту — Федір Сидорук
- Звукорежисер — Фелікс Трескунов
- Менеджер проекту — Лариса Шаталова

Ролі дублювали:
- В'ячеслав Гіндін — Бенджамін Франклін Гейтс
- Олена Узлюк — Ебігейл Чейз
- Дмитро Завадський — Райлі Пул
- Олександр Ігнатуша — Патрік Гейтс
- Ніна Касторф — Емілі Епплтон Гейтс
- Юрій Гребельник — Мітч Уілкінсон (Вілкінсон)
- Тарас Денисенко — агент ФБР Пітер Седаскі
- Микола Боклан — президент США
- Михайло Оводов — Чарльз Гейтс

А також: Юрій Коваленко, Валерій Легін, Костянтин Лінартович, Юрій Кудрявець, Катерина Сергеєва, Борис Георгієвський, Олег Хилинський, Максим Кондратюк, Олексій Череватенко, Роман Чорний, Дмитро Подгорних, Дмитро Сова, Сергій Солопай, Вікторія Чечила, Юлія Марушко.

## Касові збори
Під час показу в Україні, що розпочався 1 січня 2008 року, протягом перших вихідних фільм демонстрували на 74 екранах, що дозволило йому зібрати $576,027 і посісти 2 місце в кінопрокаті того тижня. Фільм опустився на третє місце українського кінопрокату наступного тижня, хоч і демонструвався на тих же 74 екранах і зібрав за ті вихідні ще $243,758. Загалом фільм в кінопрокаті України зібрав $1,803,667, посівши 6 місце серед найбільш касових фільмів 2007 року.